# The Night Manager : L'Espion aux deux visages
The Night Manager est une mini-série américano-britannique de 6 épisodes réalisée par la cinéaste danoise Susanne Bier et diffusée du 21 février 2016 au 27 mars 2016 sur BBC One. Aux États-Unis, elle a été diffusée du 19 avril 2016 au 24 mai 2016 sur AMC.
C'est une adaptation par David Farr du roman de John le Carré, Le Directeur de nuit, publié en 1993 ; cette adaptation est actualisée pour se dérouler dans les années 2010.
Les deux premiers épisodes sont projetés en séance spéciale au festival de Berlin en février 2016,.
En Suisse, la série est diffusée du au 17 août 2016 sur la RTS. En France, les deux premiers épisodes sont projetés lors du Festival Séries Mania en avril 2016 à Paris, puis les 6 épisodes sont diffusés sur France 3 du 13 octobre 2016 au 27 octobre 2016. Elle a été achetée par Radio-Canada en janvier 2017 et est diffusée à partir du 23 septembre 2017.

## Synopsis
Jonathan Pine, un ancien soldat britannique, directeur de nuit dans un hôtel de luxe, est recruté par Angela Burr pour enquêter sur l'alliance supposée d'une agence de renseignement avec un dangereux trafiquant d'armes, Richard Roper.

## Fiche technique
- Titre original : The Night Manager
- Création : Susanne Bier
- Réalisation : Susanne Bier
- Scénario : David Farr, d'après le roman Le Directeur de nuit (1993) de John le Carré
- Production : Rob Bullock
- Sociétés de production : The Ink Factory, BBC et Demarest Films
- Distribution : AMC et BBC One
- Pays d'origine :  États-Unis et  Royaume-Uni
- Langue originale : anglais
- Lieux de tournage : Hartland et Londres (Royaume-Uni), Majorque (Espagne), Zermatt (Suisse), Marrakech (Maroc)[9],[10]
- Genre : Drame, espionnage
- Durée : 58 minutes

## Distribution
- Tom Hiddleston (VF : Alexis Victor) : Jonathan Pine
- Olivia Colman (VF : Anne Dolan) : Angela Burr
- Hugh Laurie (VF : Féodor Atkine) : Richard Onslow Roper
- Elizabeth Debicki (VF : Élisabeth Ventura) : Jed Marshall
- Tom Hollander (VF : Pierre-François Pistorio) : Major Lance Corkoran
- Tobias Menzies (VF : Antoine Nouel) : Geoffrey Dromgoole
- David Harewood (VF : Thierry Desroses) : Joel Steadman
- Douglas Hodge (VF : Jérôme Keen) : Rex Mayhew
- Antonio de la Torre (VF : Olivier Chauvel) : Juan Apostol
- Katherine Kelly : The Permanent Secretary
- Neil Morrissey (VF : Gabriel Le Doze) : Harry Palfrey
- Adeel Akhtar : Rob Singhal
- Michael Nardone : Frisky
- Alistair Petrie (VF : Tony Joudrier) : Sandy Langbourne
- Natasha Little (VF : Rafaèle Moutier) : Caroline Langbourne
- Jonathan Aris (VF : Pierre Laurent) : Raymond Galt
- David Avery : Freddie Hamid
- Amir El-Masry : Youssuf
- Aure Atika : Sophie Alekan
- Noah Jupe : Danny Roper
- Nasser Memarzia : Omar Barghati
- Russell Tovey : Simon Ogilvey[11]

- Version française
  - Société de doublage : MFP[12]
  - Direction artistique : Benoît Du Pac[13]
  - Adaptation des dialogues : Laurent Modigliani et Perrine Dézulier[13]

Source VF : RS Doublage et Doublage Série Database

## Listes des épisodes
- Épisode 1 : The Night Manager
- Épisode 2 : The Second Worst Man
- Épisode 3 : Who are you ?

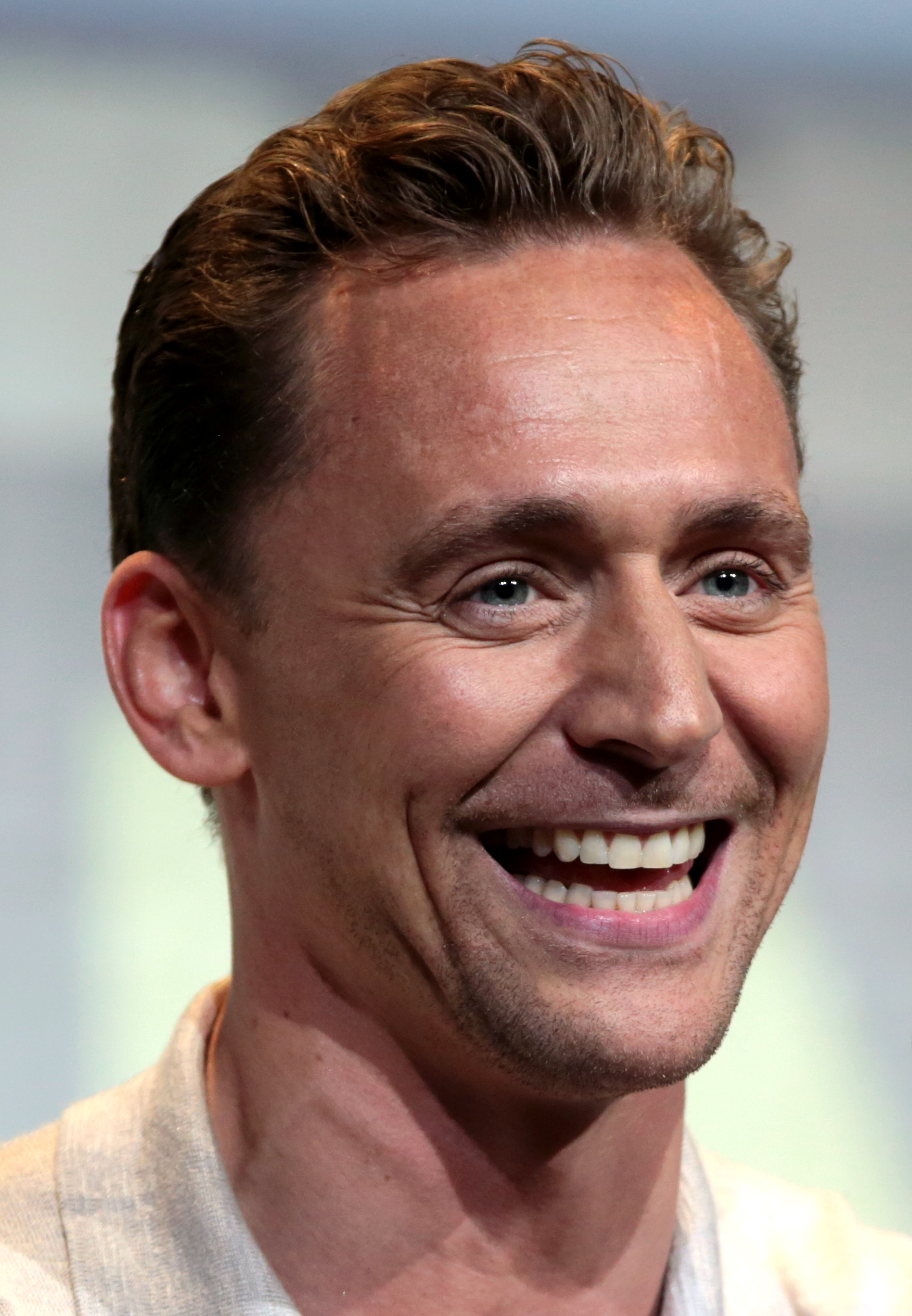
La tête d'affiche Tom Hiddleston, l'année de diffusion de la série.

- Épisode 4 : Andrew Birch vs Jonathan Pine
- Épisode 5 : The Mow
- Épisode 6 : Love Weapon

## Récompenses
- Golden Globes 2017 :
  - Meilleur acteur dans une mini-série ou un téléfilm pour Tom Hiddleston
  - Meilleur acteur dans un second rôle dans une série, une mini-série ou un téléfilm pour Hugh Laurie
  - Meilleure actrice dans un second rôle dans une série, une mini-série ou un téléfilm pour Olivia Colman